# Mirandese ezel

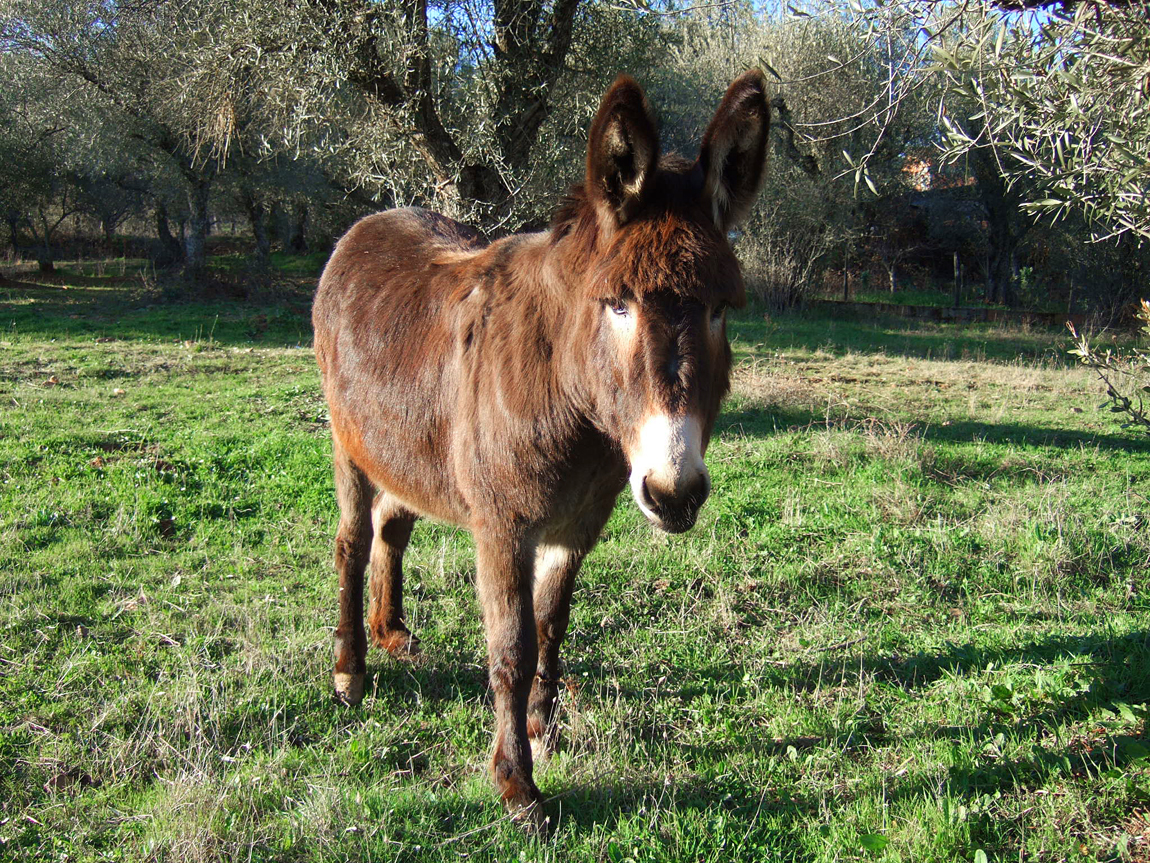
Mirandese ezel

De Mirandese ezel is een oud inheems Portugees ezelras dat vrijwel uitsluitend voorkomt in de armste en meest onherbergzame bergstreek van de provincie Trás-as-Montes tegen de Spaanse grens in het noord-oosten van Portugal. Dit ezelras is vernoemd naar de plaats Miranda do Douro en behoort tot de grote ezelrassen. Het toont grote gelijkenis met de Franse Poitou-ezel en de minder bekende Spaanse Zamorano-Leonés ezel. Hij komt voornamelijk voor in de gemeentes Bragança, Miranda do Douro, Vimioso en Mogadouro.

## Geschiedenis
In Portugal werden de ezels, ondanks hun enorm belangrijke rol op het platteland, door de eeuwen heen nooit belangrijk genoeg gevonden om te beschermen of te verbeteren, omdat ze slechts als een soort arme neef van het paard werden gezien. Om verschillende redenen zijn er bijna geen documenten die ook maar iets loslaten over ezels, waardoor het bijna onmogelijk is om te achterhalen hoe de rassen, met name de Mirandese ezel, tot stand zijn gekomen. In 1999 is er een onderzoek ingesteld door het Parque Natural do Douro Internacional, naar de ezels in de grensstreek die valt in het reservaat. In het rapport daarvan wordt genoemd dat een groep van deze dieren met name voorkomen in de gemeente Miranda do Douro en een deel van de gemeente Mogadouro (Mirandese Hoogvlakte). Deze dieren toonden uniforme eigenschappen die lijken op die van het Zamorana-Leonesa ezelras, voortkomend uit de Europese ezelstam. De andere ezelstam is de Afrikaanse. Alle hedendaagse ezelrassen zijn terug te voeren naar die twee stammen.
De conclusie van het onderzoek is dat er voorwaarden en interesse van de lokale bevolking waren om een eigen ras te fokken. Er bestaat al tientallen jaren in dit gebied een groep dieren met eigen kenmerken, die zich onderscheidt van andere rassen. Door de slechte bereikbaarheid van het gebied zijn die kenmerken goed bewaard gebleven. De selectie gebeurde zonder besturing of steun van instituten naar inzicht en behoefte van de bevolking van die regio.

## Uiterlijk

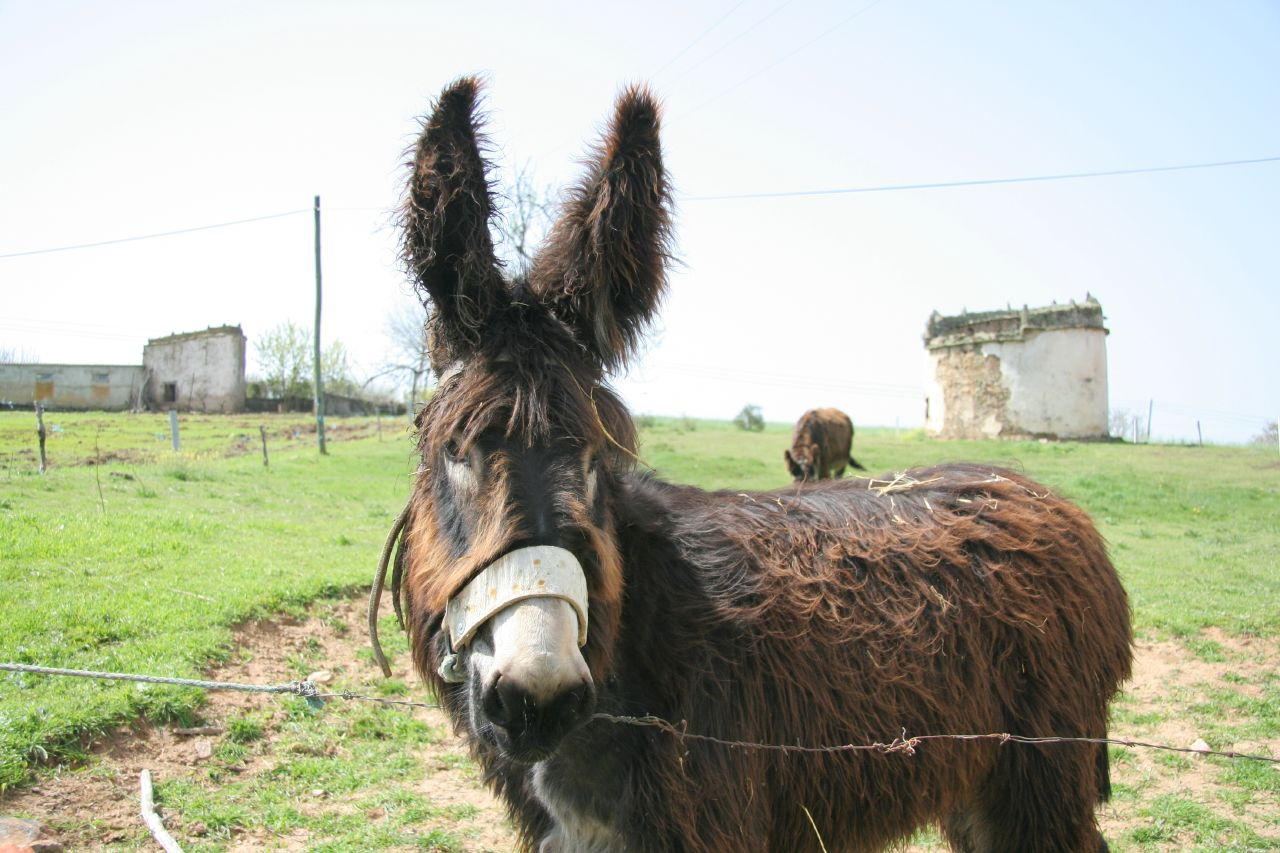
De vacht is lang en dik.

De vacht is donkerbruin met lichtere gradaties in de flank en aan de onderkant van het lichaam. De ezel heeft lang en dik haar. Ze hebben grote oren, breed aan de basis en afgerond aan de uiteinden, met weelderig haar bedekt. De Mirandese ezel heeft een groot hoofd met een korte neus met grauw uiteinde, dikke lippen en een grauwe rand om de ogen. Het loopt over in een korte, dikke nek en een brede borst. De stokmaat is hoger dan 1,20m, ideaal is 1,35 m. De benen zijn stevig met grote hoeven.

## Karakter
De Mirandese ezel is uitzonderlijk zachtaardig en mak.

## Gebruik
De Mirandese ezel wordt gebruikt door keuterboeren in enkel- of tweespan, als lastdier en als vervoermiddel. Het voordeel van de ezel voor de boer is dat ze niet de bodem aanstampen omdat ze redelijk licht van gewicht zijn. Ze kunnen ook dichter langs de geplante groenten en granen zonder ze te beschadigen. Tegenwoordig is de Mirandese ezel nog steeds hét antwoord op vervoer van personen, voer aan vee uitdelen - op de rug vervoerd-, ploegen, zaaien en oogsten, vervoer van druiven bij de druivenpluk en om terreinen te controleren. Ze hebben ook de belangrijke functie van gezelschapsdier en zijn soms de enige reden voor een oudere om het huis te verlaten, omdat ze de ezelin moeten laten grazen (de meesten hebben ezelinnen). Dit laten grazen doen ze zoals een herder zijn schapen laat grazen, oftewel gewoon los, vaak in groepen. De eigenaren kunnen dan op een muurtje de zaken van de dag bespreken. Verder wordt de Mirandese ezel gebruikt als rijdier en voor therapie. Ze worden altijd bitloos gebruikt, meestal met een typisch ezelhalster.
De Mirandese ezel wordt ook als slachtdier gebruikt. Zijn vlees wordt als taai gezien, hoewel die mening niet unaniem is. Het wordt zo gegeten of in worst. De taaie en elastische huid wordt vooral gebruikt voor het maken van schoenen, trommels en (akte)tassen.
Met name de cosmetische- en voedingsindustrie gebruiken ezelinnenmelk. De dokters schreven het zelfs voor als moeders geen borstvoeding konden geven omdat het op moedermelk lijkt. Het is een dikke, zoete melk. Het is goed voor de huid, men gebruikt het in wondzalf en voor huidziekten.
Abessijnse ezel ·
Albanese ezel ·
Algerijn ·
Amerikaanse mini-ezel ·
Amiata ·
Anatolische ezel ·
Andalusische ezel ·
Ane Gascogne ·
Arcadische ezel ·
Argentato di Sologno ·
Asinara ·
Asino Sardo ·
Asno Balear ·
Asno de las Encartaciones ·
Balkan ezel ·
Barockesel ·
Bourbonnais ·
Bulgaarse ezel ·
Burro ·
Castel Morrone ·
Catalaanse ezel ·
Corsicaanse ezel ·
Cotentin ·
Cyprus ezel ·
Dwergezel ·
Ellinikon ·
Fariñeiro ·
Graciosa ·
Grand Noir du Berry ·
Grigio Siciliano ·
Herzegovijnse ezel ·
Huisezel ·
Ierse ezel ·
Indische wilde ezel ·
Istarski Magarac ·
Karakacan ·
Kiang ·
L'Âne de L'Ile de Ré ·
Majorera ezel ·
Mallorcaanse ezel ·
Maltese ezel ·
Mammoth Jackstock ·
Martina Franca ·
Merzifon ·
Mirandese ezel ·
Mongoolse wilde ezel ·
Muildier/muilezel ·
Mula ·
Normandische ezel ·
Nubische wilde ezel ·
Onager ·
Pantelleria ·
Parlagi Szamár ·
Pantesco ·
Pega ·
Poitou-ezel ·
Ponui ·
Primorsko Dinarski Magarac ·
Provençaalse ezel ·
Pyrenese ezel ·
Ragusa ·
Romagnolo ·
Sardijnse ezel ·
Sjeverno-Jadranski Magarac ·
Somalische wilde ezel ·
Spotted donkey ·
Standard donkey ·
Thüringer Waldesel ·
Verbeterde Hongaarse ezel ·
Viterbese ·
Waalse ezel ·
Wilde ezel ·
Zamorano-Leonés ·
Zweedse ezel